# Thảm sát Mungyeong
Thảm sát Mungyeong (tiếng Hàn: 문경 양민학살 사건; Hanja: 聞慶良民虐殺事件) là một vụ thảm sát do trung đội 2 và 3, đại đội 7, tiểu đoàn 3, Trung đoàn bộ binh 25, Sư đoàn bộ binh 3 của Quân đội Hàn Quốc tiến hành vào ngày 24 tháng 12 năm 1949 đối với 86 đến 88 thường dân không vũ trang tại Mungyeong, quận Bắc Gyeongsang của Hàn Quốc, phần lớn là trẻ em và người già. Trong số các nạn nhân có 32 trẻ em. Các nạn nhân đã bị thảm sát vì họ bị nghi ngờ là những người ủng hộ hoặc cộng tác với cộng sản. Tuy nhiên, chính phủ Hàn Quốc đã đổ lỗi cho du kích cộng sản trong nhiều thập kỷ.
Vào ngày 26 tháng 6 năm 2006, Ủy ban Sự thật và Hòa giải Hàn Quốc đã kết luận rằng vụ thảm sát là do Quân đội Hàn Quốc gây ra. Tuy nhiên, một tòa án địa phương của Hàn Quốc đã quyết định rằng việc buộc tội chính phủ Hàn Quốc về vụ thảm sát đã bị cấm theo luật định, vì thời hiệu năm năm đã kết thúc vào tháng 12 năm 1954 Vào ngày 10 tháng 2 năm 2009, Tòa án Cấp cao Hàn Quốc cũng đã bác bỏ đơn khiếu nại của gia đình nạn nhân. Vào tháng 6 năm 2011, Tòa án Tối cao Hàn Quốc đã quyết định rằng chính phủ Hàn Quốc phải bồi thường cho các nạn nhân của những tội ác vô nhân đạo mà họ đã gây ra bất kể thời hạn nộp đơn khiếu nại là bao lâu.